# سلسلة الأحاديث الضعيفة والموضوعة
سلسلة الأحاديث الضعيفة والموضوعة. كتاب للمحدث محمد ناصر الدين الألباني، ضم الأحاديث الضعيفة والموضوعة في أربعة عشر مجلد، والمجلد قد ينقسم لأكثر من قسم، فمثلاً المجلد الأخير 14 ينقسم إلى: القسم الأول، والقسم الثاني، والقسم الثالث، وقد طبع كل قسم منهم في مجلد مستقل، فيصبح المجلد 14 وحده 3 مجلدات وهكذا).